# استر ۱۹۸۶۱
سیارک ۱۹۸۶۱ (به انگلیسی: 19861 Auster، نامگذاری:2000US79) نوزده هزار و هشتصد و شصت و یکمین سیارک کشف شده‌است که در ۲۴ اکتبر ۲۰۰۰ کشف شد.
قدر مطلق سیارک برابر ۱۹.۵ است.